# Nekrassowo (Kaliningrad, Nesterow)
Nekrassowo (russisch Некрасово, deutsch Groß Sodehnen, 1938–1945 Grenzen, Ostpr.) ist eine Siedlung im Osten der russischen Oblast Kaliningrad. Sie gehört zur kommunalen Selbstverwaltungseinheit Stadtkreis Nesterow im Rajon Nesterow.
Das ehemalige Groß Sodehnen ist nicht mehr besiedelt, dafür wird mit Nekrassowo inzwischen das etwa zwei Kilometer nordwestlich gelegene ehemalige Matzkehmen/Fuchshagen bezeichnet, das zunächst den russischen Namen Malo-Nekrassowo erhalten hatte.

## Geographische Lage
Nekrassowo liegt südöstlich der Rajonstadt Nesterow (Stallupönen/Ebenrode) im unmittelbaren Bereich der Grenze zwischen Russland und Litauen (EU-Außengrenze) und ist über die Kommunalstraße 27K-348 von Pokryschkino (Dopönen/Grünweide) aus zu erreichen. Eine Grenzübergangsstelle zum litauischen Nachbarort Kaupiškiai besteht nicht.

## Geschichte
Groß Sodehnen (in Unterscheidung von Klein Sodehnen, das 1895 in die Landgemeinde Mattlauken (1938–1946 Hellbrunn) eingegliedert wurde) war eine von 17 Landgemeinden, die am 24. Juni 1874 den Amtsbezirk Gallkehmen (1938–1946 Hohenschanz) bildeten. 1910 lebten hier 118 Menschen.
Bis 1933 sank die Einwohnerzahl auf 102 und betrug 1939 noch 106. Ein Jahr zuvor, am 3. Juni 1938, war Groß Sodehnen in „Grenzen (Ostpr.)“ umbenannt worden, die Namensbestätigung dazu erfolgte am 16. Juli 1938.
Am 1. Oktober 1939 betraf den Ort eine erneute Änderung, dieses Mal strukturell: Grenzen wurde mit Hellbrunn (bis 1938 Mattlauken) zur neuen Gemeinde Hellbrunn zusammengeschlossen.
Im Zuge der politisch-ideologischen Umbenennungsmaßnahmen erhielt der Amtsbezirk 1939 den neuen Namen „Amtsbezirk Hohenschanz“. Zu ihm gehörten am 1. Januar 1945 noch 13 Gemeinden, darunter auch das Dorf Grenzen, als Ortsteil von Hellbrunn.
Infolge des Zweiten Weltkrieges kam der Ort unter sowjetische Administration. Im Jahr 1947 erhielt er den russischen Namen Nekrassowo, der in Russland häufig vorkommt, und wurde gleichzeitig dem Dorfsowjet Pokryschkinski selski Sowet im Rajon Nesterow zugeordnet. Von 2008 bis 2018 gehörte Nekrassowo zur Landgemeinde Prigorodnoje selskoje posselenije und seither zum Stadtkreis Nesterow.

## Kirche
Groß Sodehnen/Grenzen gehörte vor 1945 mit seiner überwiegend evangelischen Bevölkerung zum Kirchspiel Pillupönen (1938–1946 Schloßbach, heute russisch: Newskoje) im Kirchenkreis Stallupönen (1938–1946 Ebenrode) in der Kirchenprovinz Ostpreußen der Kirche der Altpreußischen Union. Der letzte deutsche Geistliche war Pfarrer Paul Melzer.
Während der Sowjetzeit war alles kirchliche Leben untersagt. In den 1990er Jahren entstand in Newskoje wieder eine evangelische Gemeinde, die zur Propstei Kaliningrad in der Evangelisch-Lutherischen Kirche Europäisches Russland (ELKER) gehört und deren zuständige Geistliche die Pfarrer der Salzburger Kirche in Gussew (Gumbinnen) sind.